# Дубрівська сільська рада (Іршавський район)
| Дубрівська сільська рада — колишній орган місцевого самоврядування у Іршавському районі Закарпатської області з адміністративним центром у с. Дубрівка. Розташова на правому березі р. Боржава. Сільській раді були підпорядковані населені пункти: - с. Дубрівка (1183 чол.) - с. Велика Розтока (647 чол.) - с. Мала Розтока (535 чол.) |

## Склад ради
Рада складалася з 16 депутатів та голови.

## Історія
Закарпатська обласна рада рішенням від 21 грудня 2001 р. внесла до адміністративно-територіального устрою окремих районів такі зміни: в Іршавському районі перейменувала Дібрівську сільраду на Дубрівську.

## Архітектурні та історичні пам'ятки
- пам'ятник воїнам-визволителям
- на околицях села знаходиться неолітична стоянка людини 4-7 тисячоліття до н.е.

## Природні багатства
Родовище мінеральних термальних вод в с. Велика Розтока, що використовується в бальнеологічних цілях.

## Відомі вихідці
- В.П.Мельник (1934 р.н. с.М.Розтока) – кандидат історичних наук.доцент кафедри України УНУ
- М.В.Коровський (1943р.н. с.Дубрівка) - кандидат економічних наук, доцент Київського університету народного господарства ім.Коротченка
- Могош Ілля Степанович – учасник фашистського підпілля, воїн армії Людвіка Свободи, перший начальник міліції після визволення.

## Населення
За переписом населення України 2001 року в селі мешкали 2254 особи.

### Мова
Розподіл населення за рідною мовою за даними перепису 2001 року:
| Мова       | Відсоток |
| ---------- | -------- |
| українська | 99,56 %  |
| російська  | 0,31 %   |
| угорська   | 0,09 %   |
| білоруська | 0,04 %   |